# نیلاوالا
نیلاوالا (به لاتین: Nilawala) یک منطقهٔ مسکونی در سری‌لانکا است که در استان مرکزی (سری‌لانکا) واقع شده‌است.